# Xã Lawrence, Quận Lawrence, Ohio
Xã Lawrence (tiếng Anh: Lawrence Township) là một xã thuộc quận Lawrence, tiểu bang Ohio, Hoa Kỳ. Năm 2010, dân số của xã này là 2.579 người.